# Leliūnai
Leliūnai (en polonais : Leluny) est une ville de l'apskritis d'Utena, en Lituanie. Selon le recensement de 2011, la ville compte 412 habitants.

## Histoire
Les premières mentions du manoir et du village de Leliūnai remontent au XVIIe siècle. La première église a été construite en 1698.